# Jilm vaz
Jilm vaz (Ulmus laevis, syn. Ulmus effusa) je statný listnatý strom s širokou korunou, který roste zejména v lužních a vlhkých lesích.

## Vzhled

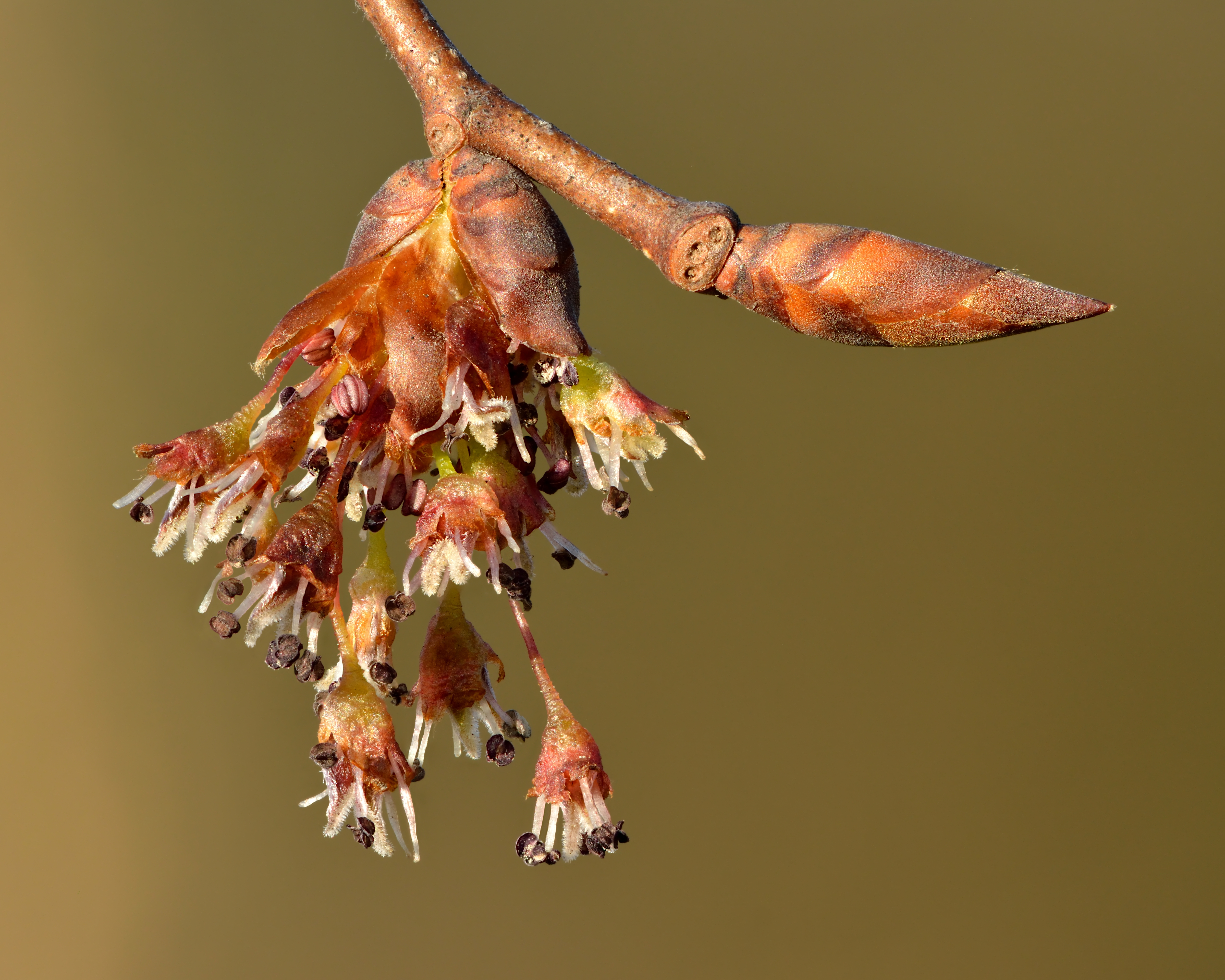
Květy

Opadavý listnatý strom, vysoký přibližně 30 m; tvoří odnože. Koruna nepravidelná, téměř kulovitá, klenutá, často málo uzavřená, členěná nebo značně volná.
Větve ve spodní části koruny poměrně krátké a vodorovně odstávající, ve střední části zprvu vystoupavé, pak ale skloněné. Pouze vrchol koruny se rozvětvuje paprsčitě směrem vzhůru.
Borka starších stromů šedavě hnědá, s výraznou sítí lišt, hluboce brázditá, přitom však zdánlivě značně hladká. Brázdité jsou i spodní větší větve, které jsou v místě, kde přisedají, většinou nenápadně rozšířené. Letorosty a mladší větévky červenohnědé, sametově chlupaté.
Listy 7–12 cm dlouhé a přibližně 6–9 cm široké, široce eliptické až oválné, na vrcholu krátce zašpičatělé. Báze listu nápadně zkosená a asymetrická. Žilky na kratší polovině listu po 12–18, na delší se 2–3 dalšími, lehce obloukovitě probíhající. Na okraji dvakráte pilovité až zubaté, zuby dopředu směřující, s mírně zakřivenými špičkami. Na líci matně tmavozelené, na rubu jemně šedozeleně chlupaté. Řapíky velmi krátké, pouze asi 5 mm dlouhé.
Květy ve svazečcích, poměrně dlouho stopkaté.
Plody asi 10–12 mm dlouhé, podlouhle oválné, v době zralosti nící. Semeno uprostřed, nedotýká se spáry zářezu v blanitém lemu.

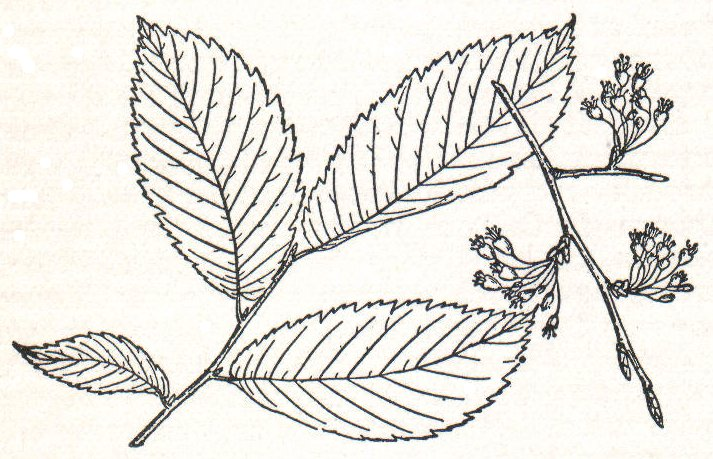
Jilm vaz – kresba (květ a list)

## Stanovištní nároky
Smíšené, listnaté lesy v nížinách, zřídka výše než 600 m n. m., často i v tvrdých lužních lesích v povodí větších řek, na vlhké a mokré, občas přeplavované, hluboké, živné a zásadité, hlinité půdě.

## Výskyt
Všude v Evropě, nikde však hojný či dokonce v porostech, nýbrž vždy ojediněle nebo v malých skupinkách. Místy však hojněji vysazován v parcích nebo ulicích.

## Výskyt v minulosti a současnosti
Jilm měl největší rozšíření v postglaciální historii lesa a pozdějším teplém období smíšeného bukového lesa, v něm tvořil spolu s lípou důležitou složku. Později jeho počty snížil člověk zásahy v lese, hlavně redukováním lužních lesů, které byly často nahrazeny loukami a poli. K ústupu přispěla i regulace řek se změnami hladiny spodní vody. Současné rozšíření jilmů, tedy i vazu, bylo ve 20. století také negativně ovlivněno několika vlnami grafiózy (holandské nemoci jilmů), i když jilm vaz je trochu odolnější než ostatní druhy českých jilmů.

Jilm vaz na jaře

## Ochrana
Jilm vaz je důležitou součástí lesních porostů lužního charakteru i ve zvláště chráněných územích, např. Litovelské Pomoraví, Moravský kras, České středohoří, národních přírodních rezervací, např. Soutok na jižní Moravě. Pozoruhodné stromy jilmu vazu jsou chráněny v kategorii památných stromů, vyhlášeno je 29 položek ústředního seznamu ochrany přírody, což představuje 107 stromů (z toho alej u Duchcova má 70 stromů). Největší z nich jsou např. Jilm u hájenky v Lukovečku u Fryštáku na Zlínsku s výčetním obvodem kmene 544 cm (2009), Jilm u vodárny v Černčicích u Loun s obvodem kmene 486 cm (2005), Vaz v Poustce u Frýdlantu s obvodem kmene 482 cm (2004) nebo Maděrův jilm v Kobylé, s obvodem kmene 470 cm (2005).

## Nemoci
Jilmy, které jsou domovem v Severní Americe, Evropě a Asii, podléhají stále častěji tzv. grafióze jilmů, houbové infekci, která byla objevena poprvé na jilmových porostech v Nizozemsku a v posledních desetiletích se velmi rozšířila. Přitom se projevují zřetelné rozdíly v rezistenci mezi různými, v dané oblasti domácími nebo vysázenými druhy. Účinná kontrola houbových infekcí, na nichž se rozhodujícím způsobem podílejí dva druhy kůrovce rodu Scolytus, nebyla až dosud možná. K dispozici je sice řada jedovatých látek, které jak houbu, tak kůrovce usmrtí, ve svém účinku jsou však vesměs dosti nevypočitatelné a kromě toho postihuji velmi silně negativně i bezprostřední okolí.

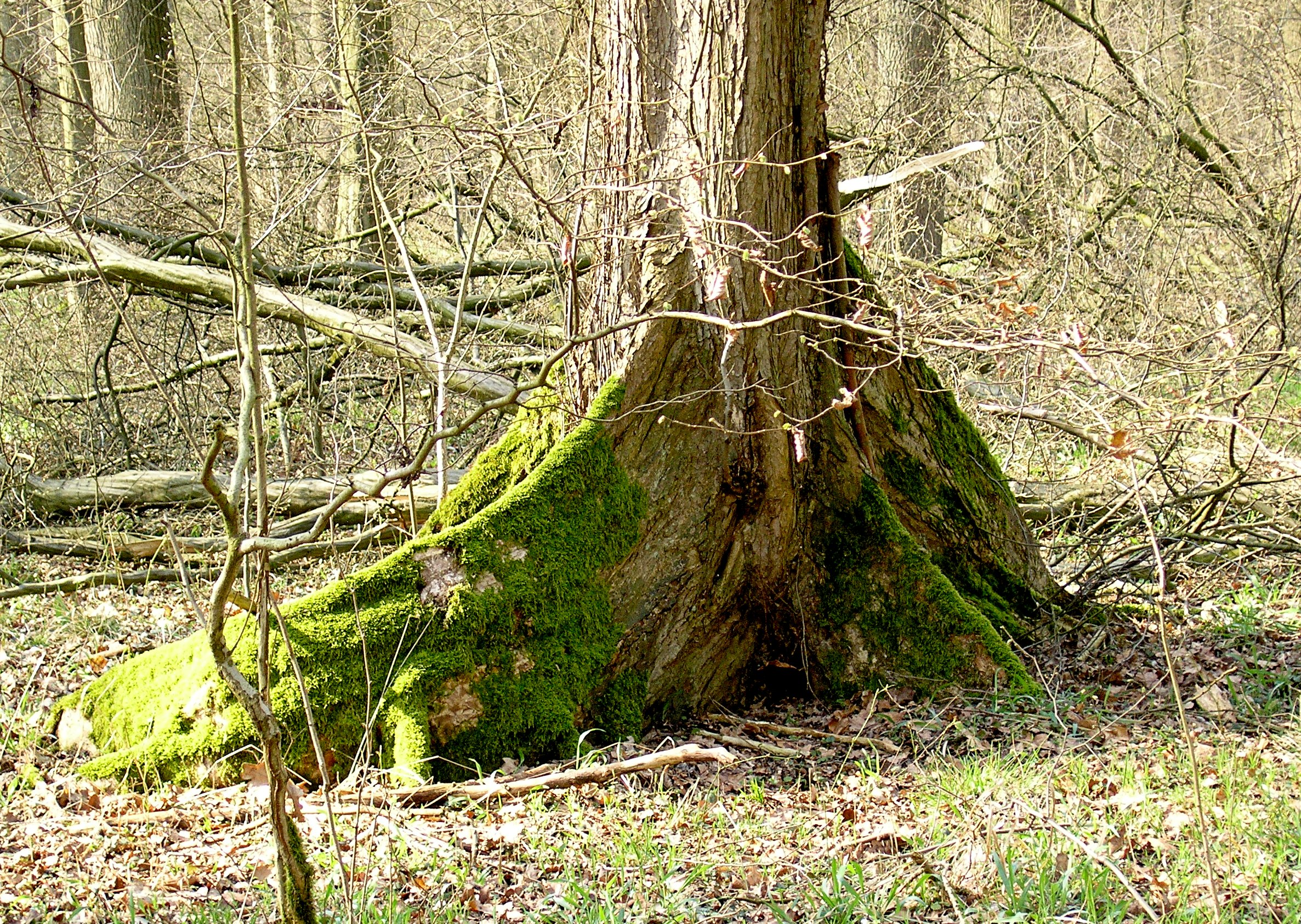
Kořenové náběhy jilmu vazu

## Česká zajímavost o výskytu jilmu vazu v minulosti
Už Jan Evangelista Chadt-Ševětínský (1913) evidoval 8 lokalit mohutných jilmů vazů, k z nichž k některým se váže řada pověstí; nejznámější byl vaz v lese Luhy u Chlumce nad Cidlinou zvaný Morana s obvodem 520 cm (1912).

## Památné jilmy
- Bečvárecký jilm vaz (Bečváry, okr. Kolín)
- Domamyslický jilm (Domamyslice, okr. Prostějov)
- Jilm od Lenešické tůňky (Lenešice, okr. Louny)
- Jilm u Cvildovského rybníka (Jindřichův Hradec)
- Jilm u Červené věže (Vlašim, okr. Benešov)
- Jilm u č. p. 18 v Děbolíně (Děbolín, okr. Jindřichův Hradec)
- Jilm u Hradecké brány (Třeboň, okr. Jindřichův Hradec)
- Jilm u mlýna (Mělník)
- Jilm u trati (Bystřice pod Hostýnem, okr. Kroměříž)
- Jilm u Žehušické obory (Horka I, okr. Kutná Hora)
- Jilm u vodárny (Černčice, okr. Louny)
- Jilm v Mokré Lhotě (Mokrá Lhota, okr. Benešov)
- Jilm v Novém Dvoře (Holýšov, okr. Domažlice)
- Jilm v Poustce (Poustka, okr. Liberec)
- Jilm vaz u Pardubic (Pardubice)
- Jilm vaz u Pňovic (Pňovice, okr. Olomouc)
- Jilm vaz v Černivi (Černiv, okr. Litoměřice)
- Jilm vaz v Michelském lese (Praha)
- Jilm vaz v Radostovicích (Radostovice, okr. Rychnov nad Kněžnou)
- Jilm vaz v Újezdě (Újezd u Svatého Kříže, okr. Rokycany)
- Jilmová alej u Duchcova (Duchcov, okr. Teplice)
- Jilmy u Hosova (Hosov, okr. Jihlava)
- Jilmy u Vodního hradu (Česká Lípa)
- Jilmy v Jeseníku (Jeseník)
- Jilmy v Lorencově ulici (Zlín)
- Kunínský jilm (Kunín, okr. Nový Jičín)
- † Maděrův jilm (Kobylá nad Vidnavkou, okr. Jeseník)
- Matoušův jilm (Kounov, okr. Rakovník)
- Paukův jilm (Velká Kraš, okr. Jeseník)
- Smilkův jilm (Vsetín)
- Trojice jilmů vazů (Rakovník)
- † Ústínský jilm (Ústín, okr. Olomouc)

## Galerie

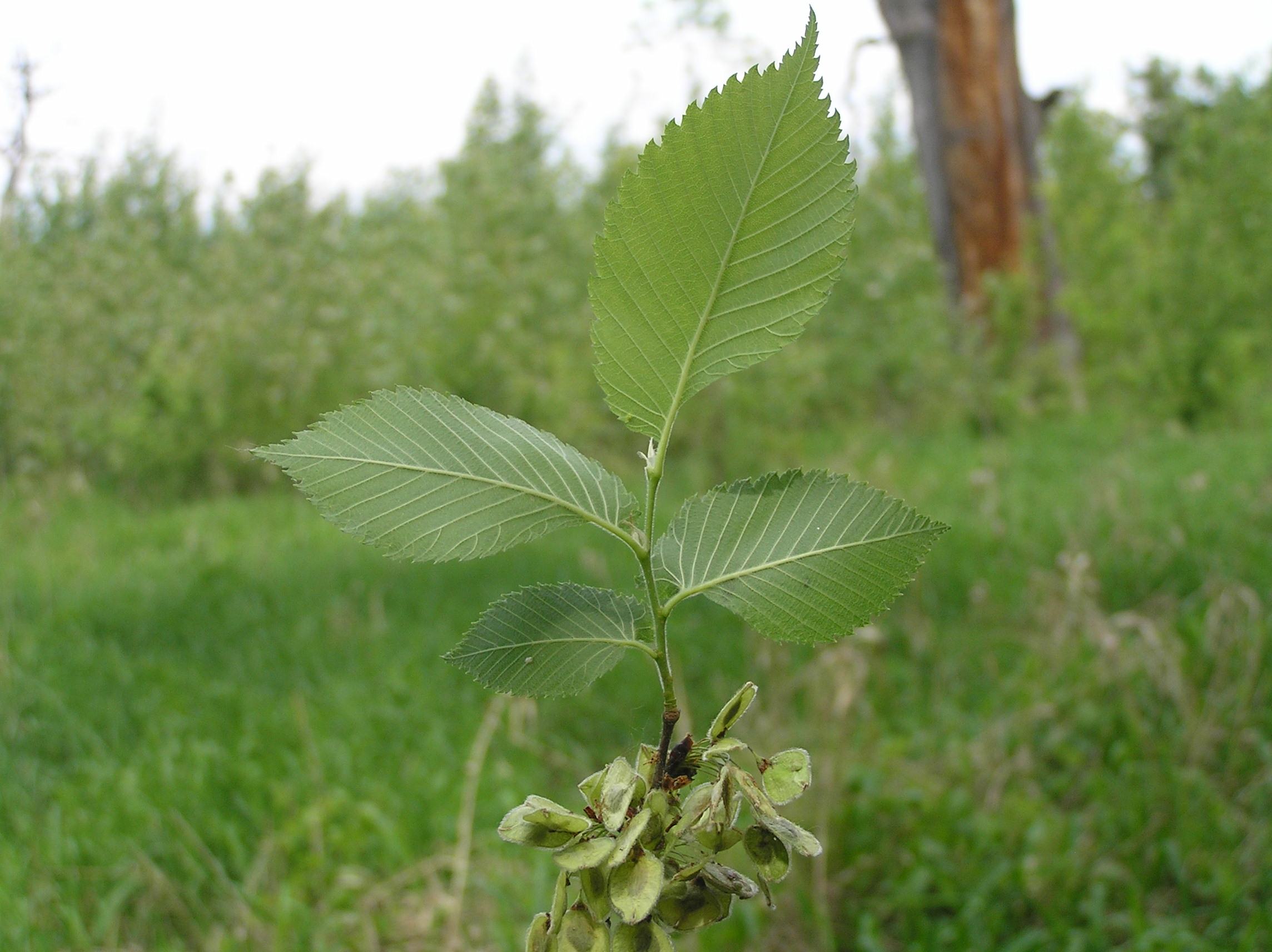
Větévka jilmu vazu s dozrávajícími plody
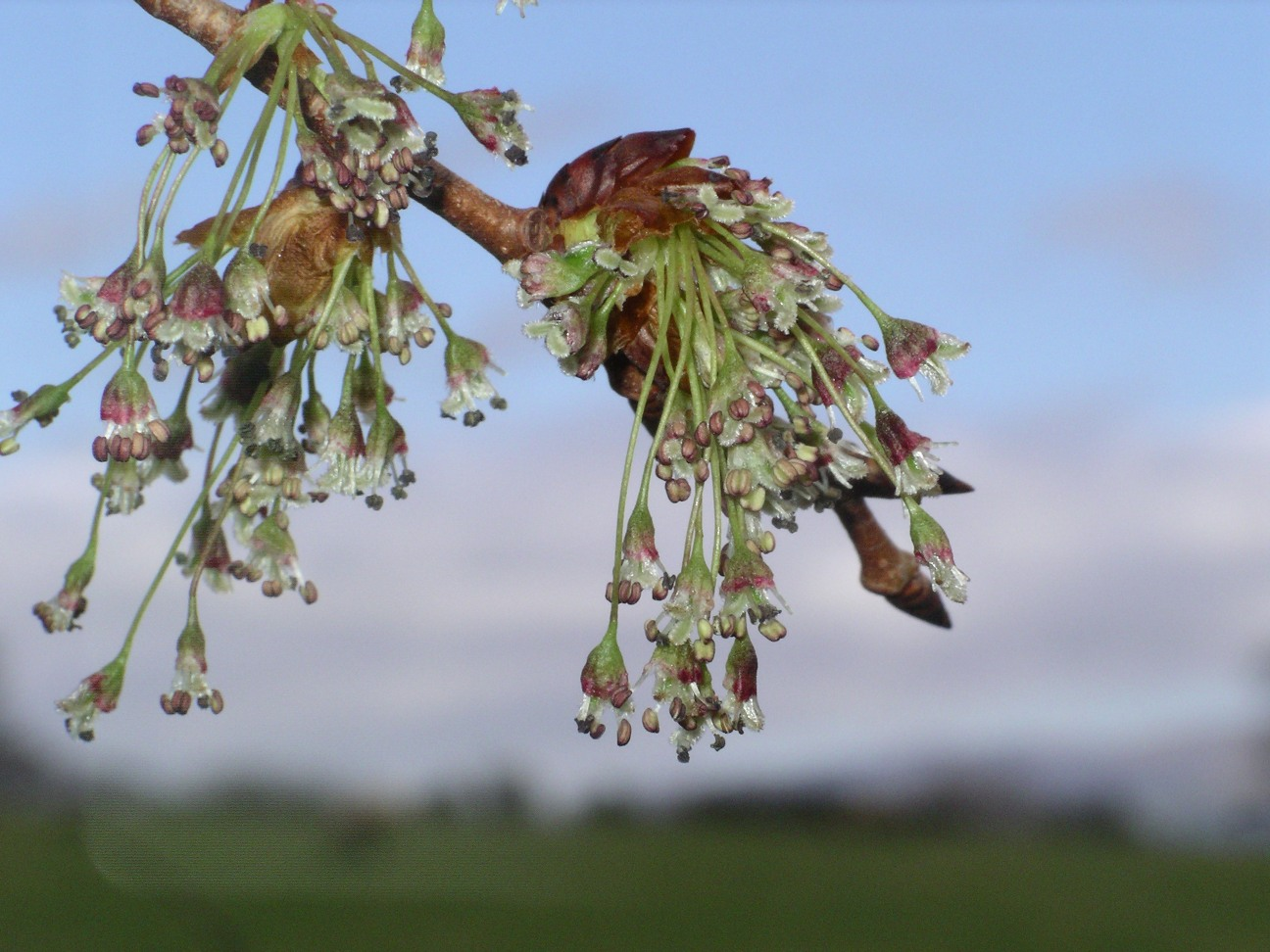
Květenství jilmu vazu
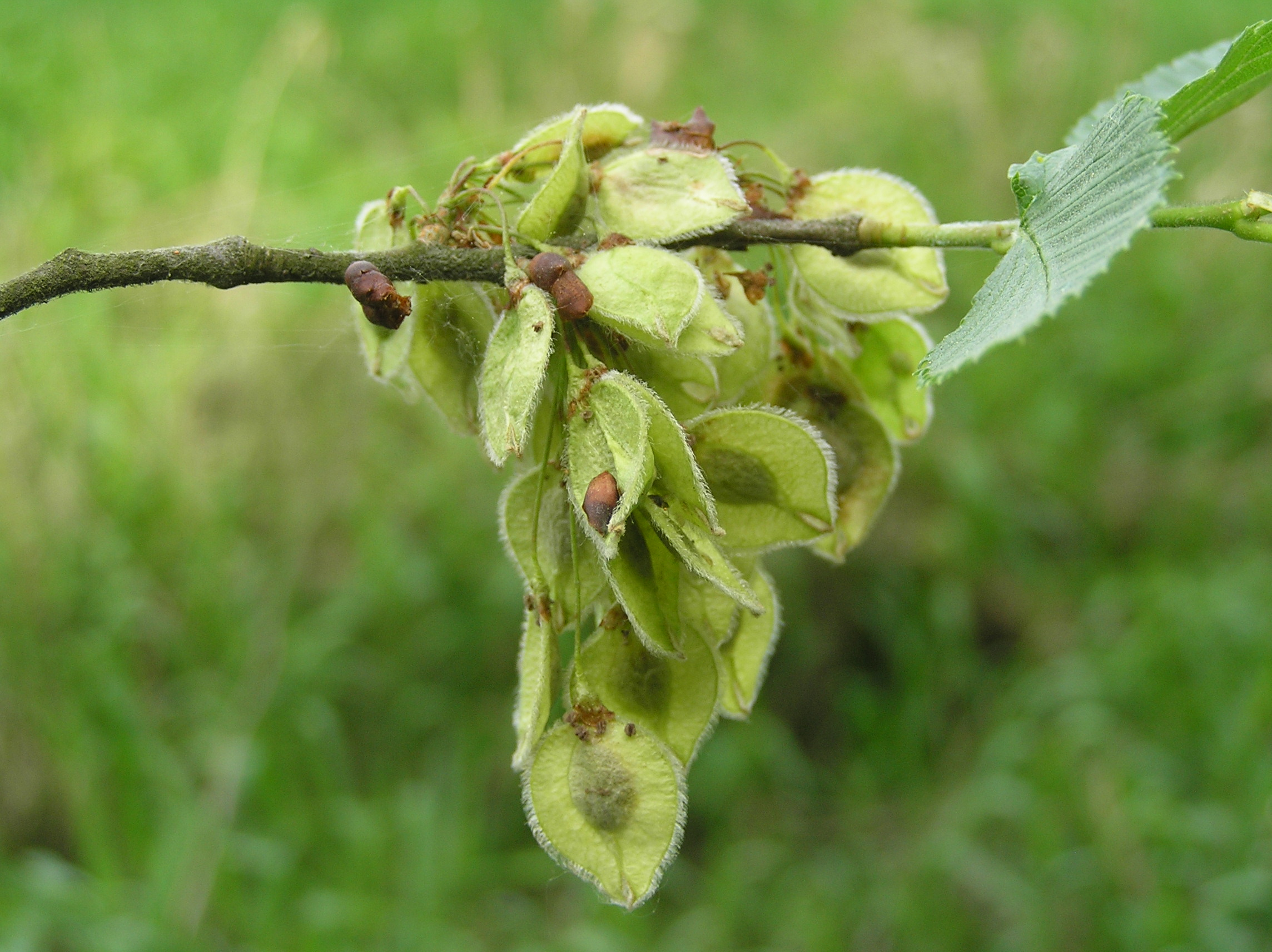
Plody jilmu vazu